# Тверскаја
Тверскаја (рус. Тверская) насељено је место руралног типа (станица) на југу европског дела Руске Федерације. Налази се у јужном делу Краснодарске покрајине и административно припада њеном Апшеронском рејону.
Према подацима националне статистичке службе РФ за 2020, у селу је живело 3.158 становника.

## Географија
Село Тверскаја се налази на крајњем југоистоку европског дела Руске Федерације. Смештено је уз десну обалу реке Пшиш, на неких 25 км северозападно од рејонског центра града Апшеронска, односно на око 25 км југозападно од града Белореченска.
Кроз село пролази железничка пруга на линији Белореченск—Туапсе.

## Демографија
Према подацима са пописа становништва 2020. у селу је живело 3.158 становника, што је за 50 становника мање у односу на попис из 2010. године.
| 2002. | 2010. | 2020. |
| ----- | ----- | ----- |
| 2.882 | 3.208 | 3.158 |